# Chionaema puella
Chionaema puella là một loài bướm đêm thuộc phân họ Arctiinae, họ Erebidae.